# 1934 en rugby à XV
Chronologie du rugby à XV
1933 en rugby à XV - 1934 en rugby à XV - 1935 en rugby à XV
Les faits marquants de l'année 1934 en rugby à XV

## Événements

### Janvier
- 2 janvier : création de la FIRA, la Fédération internationale de rugby amateur.

### Mars
- L'Angleterre a terminé première du Tournoi britannique de rugby à XV 1934 en remportant trois victoires et donc la triple couronne.
  - Article détaillé : Tournoi britannique de rugby à XV 1934.

| No | Date         | Lieu              | Match              | Score  | Compétition |
| -- | ------------ | ----------------- | ------------------ | ------ | ----------- |
| 9  | 25 mars 1934 | Hanovre Allemagne | Allemagne – France | 9 – 13 | Test        |

### Mai
- 13 mai 1934 : le championnat de France de rugby à XV de première division 1933-1934  est remporté par l'Aviron bayonnais  qui bat le Biarritz olympique en finale.
  - Article détaillé : Championnat de France de rugby à XV 1933-1934

### Récapitulatifs des principaux vainqueurs de compétitions 1933-1934
- L'Aviron bayonnais est champion de France en s'imposant 13-8 face au Biarritz olympique.
- Les East Midlands sont champions des comtés anglais.
- Les Border et la Western Province sont champions d'Afrique du Sud des provinces (Currie Cup).
- Hawke's Bay et Auckland remportent le Ranfurly Shield, trophée sanctionnant une compétition de rugby à XV ouverte aux équipes de provinces néo-zélandaises.

### Août

#### Tableau des confrontations
| No | Date         | Lieu             | Match                        | Score   | Compétition   |
| -- | ------------ | ---------------- | ---------------------------- | ------- | ------------- |
| 22 | 11 août 1934 | Sydney Australie | Australie – Nouvelle-Zélande | 25 – 11 | Bledisloe Cup |
| 23 | 25 août 1934 | Sydney Australie | Australie – Nouvelle-Zélande | 3 – 3   | Bledisloe Cup |

### Décembre
| No | Date             | Lieu   | Match             | Score | Compétition |
| -- | ---------------- | ------ | ----------------- | ----- | ----------- |
| 1  | 26 décembre 1934 | Italie | Italie – Roumanie | 7 – 0 | Test        |

## Naissances
- 14 juillet : Arnaud Marquesuzaa, centre et troisième ligne aile de rugby à XV de l'équipe de France (10 sélections), naît à Mauléon.
- 14 août : André Boniface, centre et ailier de rugby à XV de l'équipe de France à 48 reprises, naît à Montfort-en-Chalosse.